# اليقظة
رواية اليقظة التي حملت عنوان الروح المنزوية في بادئ الأمر، هي رواية من تأليف الكاتبة كايت شوبن. نُشرت لأول مرة في عام 1899. تدور أحداث الرواية في نيو أوريلاينس وساحل خليج لويزيانا في نهاية القرن التاسع عشر الميلادي. تدور حبكة الرواية حول إدنا بونتيلر وصراعها المتزايد بين معتقداتها غير التقليدية حول الأنوثة والأمومة وبين الموقف الاجتماعي السائد في مطلع ذلك القرن في جنوب أمريكا. تُعد هذه الرواية من أولى الروايات الأمريكية التي تناولت قضايا المرأة دون أية تنازلات. كما يُنظر إليها على نطاق واسع كعملٍ مرجعي لباكورة الحركة النسوية التي أثارت ردود فعلٍ متضاربة بين القراء المعاصرين والنقّاد. جمعْ الرواية ما بين السرد الواقعي والنقد الاجتماعي اللاذع والتعقيد النفسي مهّد لقيام الأدب الأمريكي الحديث. لقد قدمت هذه الرواية تصوراً مسبقاً عما يمكن أن تكون عليه كتابات الأدباء الأمريكيين من مثل ويليم فولكنلر وإيرنست همنجواي كما أن أصداء هذه الرواية ترددت في أعمال الرواة المعاصرين مثل إديث وارتون وهنري جيمس. ويمكن أن تعد هذه الرواية من بين أولى الروايات الجنوب أمريكية التي كتبت بأسلوبٍ بلغ ذروته في الروائع المعاصرة لكلٍ من فولكنر وفلاناري أونر وإيدورا ويلتي وكاثرين آن بورتر بالإضافة إلى تينيزي وليمز.

## ملخص الرواية
تبدأ الرواية بالحديث عن عائلة بونتيلر فتصف لوينس وهو رجل أعمال من نيو أوريلانس يعمل في مؤسسة لويزيانا كارويل للتراث، وزوجته إدنا وأولادهما الاثنين إيتني ورويال. تقضي العائلة إجازتها في جزيرة جراند الواقعة في خليج المكسيك ، وتقطن بداخل منتجع تديره السيدة ليبرون وولديها روبرت وفيكتور. قضت إدنا معظم وقتها برفقة صديقتها المقرّبة أديل راتجنوللي التي كانت تذّكرها بكل ما أوتيت من فرح وسرور بواجباتها كزوجة وكأم. أنشأت إدنا في جزيرة جراند ترابطاً بينها وبين روبرت ليبرون الشاب الوسيم والودود الذي كان يسعى لجذب انتباهها واستمالة عواطفها بشكل ملحوظ. عندما وقعا في الحب أدرك روبيرت طبيعة مثل هذه العلاقات المحكوم عليها بالفشل، فهرب إلى المكسيك متذرعاً بحاجته لاستئناف مشروع عملٍ مجهول. ركّز السرد فيما بعد على التغير الذي عايشته إدنا في عواطفها بعد أن تساوت مشاعر الأمومة لديها بتوقها للحرية الاجتماعية ورغبتها في أن تكون برفقة روبرت.عند انتهاء عطلة الصيف عاد آل بونتيلرز إلى نيو أوريلانس. عندها أعادت إدنا تدريجياً تقييم أولوياتها ومارست دوراً حيوياً في تجديد سعادتها الذاتية. بدأت بعزل نفسها عن مجتمع نيو أوريلانس كما انسحبت من بعض واجبات الأمومة المرتبطة بها تقليدياً. نتيجة لذلك تحدث لوينس مع طبيبٍ لأجل تشخيص حالة زوجته خوفاً من أن تكون قد بدأت بفقد قواها العقلية. نصح الطبيب لوينس بتركها تفعل ما تريد وأكد له بان الأمور ستعود لطبيعتها بعد ذلك. عندما تحضّر لوينس للسفر إلى مدينة نيويورك لقضاء بعض الأعمال، بعث بالأولاد ليمكثوا مع أمه. بقاء إدنا في البيت بمفردها لفترة طويلة أعطاها مساحة مادية وعاطفية لتتنفس وتتأمل في كثيرٍ من جوانب حياتها. بينما كان زوجها لايزال بعيداً، انتقلت إدنا لتعيش خارج منزلها في كوخ صغير في الجوار حيث بدأت بالتقرب من ألسي أروبين الرجل الدؤوب على طلب الزواج من الفتيات وصاحب الصيت الذي فحواه أنه يطلق العنان لعواطفه. للمرة الأولى في الرواية تظهر إدنا ككيانٍ جنسي، غير أن العلاقة تبرهن على جزل عواطفها وصعوبة استمرارها.
تعرفت إدنا أيضاً على المدموزيل رياسز وهي عازفة موهوبة عزفها ذائع الشهرة ولكن شخصيتها تتسم عموماّ بطابعٍ كتوم. عزفها أثار إدنا بشكل كبير في بداية الرواية، حيث جسّدَ ما كانت إدنا قد بدأت تتطلع إليه بشغف وهو الاستقلالية. كرست مدموزيل رياسز حياتها للموسيقى ولنفسها بدلاً من الاهتمام بتوقعات المجتمع. وعلى خلاف أديلي راتيجنللي التي حثّت إدنا على التأقلم مع وضعها الحالي، كانت رياسز تشجعها على المضي قدماً بأفكارها. وبينما تتواصل رياسز مع روبرت خلال وجوده في المكسيك وتستقبل منه رسائل بانتظام ترجوها إدنا أن تكشف لها عن فحوى هذه الرسائل وعندما تفعل تكتشف إدنا أن روبرت ما يزال يفكر فيها.
يعود روبيرت أخيراً إلى نيو أوريلانس. بقي منعزلاً في بادئ الأمر وتحجج بالأعذار لكي لا يكون بقرب إدنا، ولكنه اعترف لها بحبه الشغوف في نهاية المطاف. كما اعترف بأن رحلة عمله إلى المكسيك كانت مجرد عذر للهروب من علاقة قد لا تنجح أبداً. استدعى أديل إدنا لمساعدته في عملية وضعٍ صعبة. وتضرع إليها أن تفكر في العواقب التي قد تلحق بها إن لم تحسن التصرف. عندما عادت إدنا للمنزل وجدت رسالة من روبيرت تخبرها بأنه غادر للأبد. ولأنه أحبها إلى القدر الذي لا يستطيع معه إلحاق العار بها وتوريطها في علاقة كهذه.على إثر صدمة مدمرة عادت إدنا مسرعة إلى جزيرة جراند حيث إلتقت بروبرت ليبرون للمرة الأولى. بعدها هربت إدنا لآخر مرة منتحرةً بعد أن أغرقت نفسها في مياه خليج المكسيك.

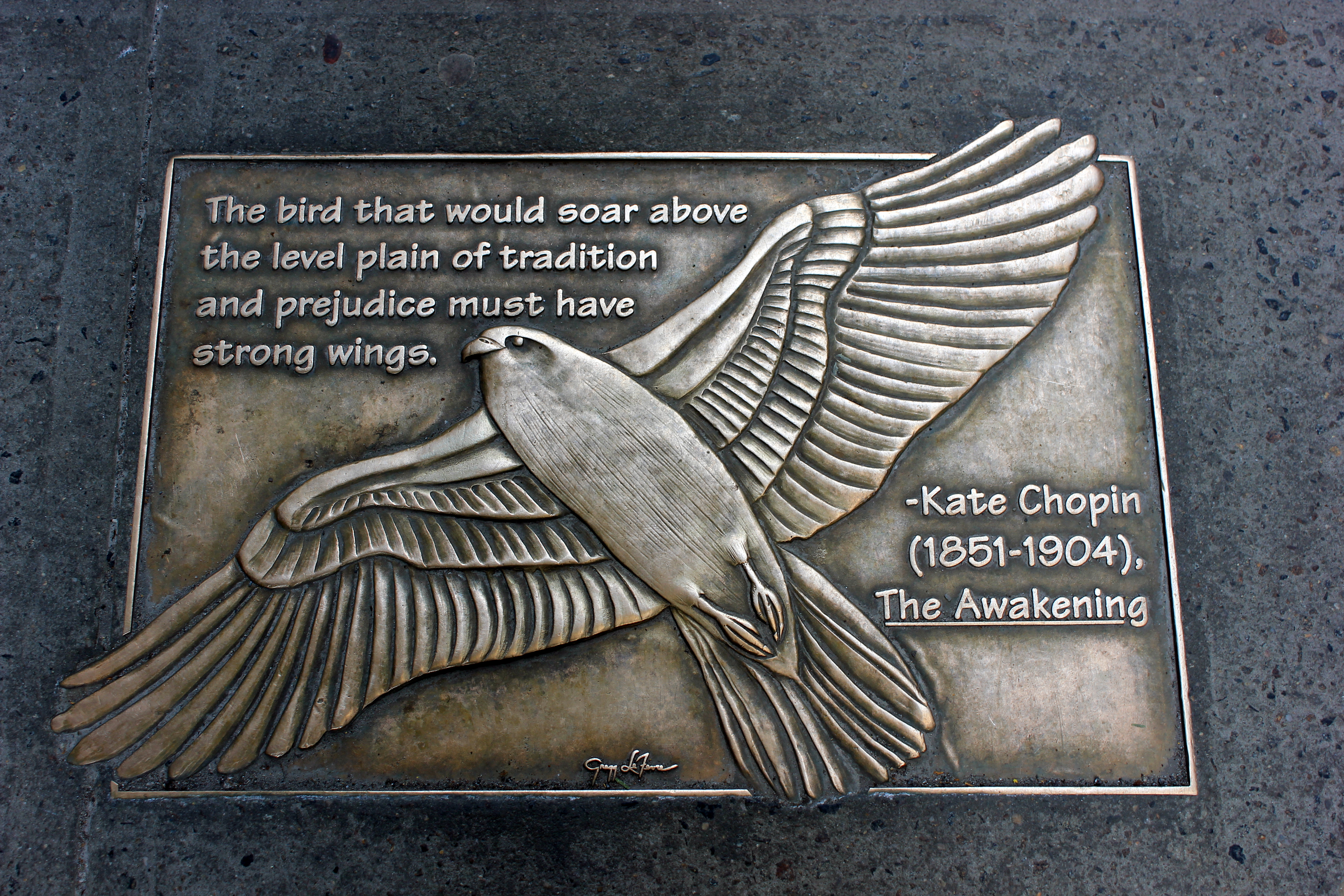
لوحة كايت شوبن، في مدينة نيو يورك، نزهة المكتبة" إن الطائر الذي يستطيع التحليق أعلى من حدود أرض التقاليد والأحكام هو طائرٌ ذا أجنحة لا تقهر"

## الشخصيات الرئيسية
- إدنا بونتيلر

[ɛd.na pɔ̃.tɛl.je]
```
- امرأة 
مشيخيّة
 محترمة من 
كانتوكي
 ، تعيش في مجتمع 
كرول
 في 
لويزيانا
. تمردت على توقعات المجتمع التقليدية واكتشفت هوية مستقلة لنفسها بعيداً عن دورها كأم وكزوجة.
```

- لوينس بونتيلر

[le.ɔ̃s pɔ̃.tɛl.je]
```
- زوج إدنا، وهو رجل أعمال ناجح غير أنه لا يدرك مدى تعاسة زوجته.
```

- مودموزيل رياسز

[mad.mwa.zɛl ʁajs]
```
- تمثل شخصيتها الوضع الذي كانت ستؤول إليه حالة إدنا لو أنها ترعرعت مستقلة عن عائلتها. وعلى الرغم من أنها تُعرض في الرواية كشخصية مكروهة إلا أن إدنا تعتبرها إلهاماً ليقظتها الذاتية.
```

- مدام أديلي راتجنول

[ad.ɛl ʁa.ti.ɲɔl]
```
-
 صديقة إدنا التي تمثل المرأة المثالية في 
القرن التاسع عشر
، حيث انها تكرس حياتها بأكملها لزوجها واولادها.
```

- ألسي أروبين

[al.se a.ʁɔ.bɛ̃]
 - الشخص المعروف بإغوائه للنساء المتزوجات، أقام علاقة عابرة مع إدنا ليشبع رغباتها بينما كان زوجها بعيداً.
- روبيرت ليبرون

[ʁɔ.bɛʁ lə.bʁœ̃]
```
- 
تاريخه حافل بنساء آسرات لم يتمكن من الحصول عليهن، وجد شيئاً مختلفاً في إدنا مما جعله يقع في حبها. مغازلة روبيرت لإدنا حفّز يقظتها، لقد وجدت في روبيرت ما كانت تفتقده في زواجها.
```

## الأسلوب
يُصنف الأسلوب السردي الذي اعتمدته الكاتبة في هذه الرواية ضمن المذهب الواقعي. حيث اقتفت رواية شوبن آثار أسلوب مايوباسنت : وهو أسلوب إدراكي يركز على سلوكيات البشر وتعقيدات البنية الاجتماعية، هذا لايبرهن على إعجاب شوبن بالفرنسي كاتب القصة القصيرة جاي دي مايوباسنت فحسب وإنما يُعد مثالاً آخر على التأثير الهائل الذي تركه مايوباسنت في نزعة الأدب في القرن التاسع عشر الميلادي. على الرغم من هذا التصنيف إلا أن أسلوب شوبن يمكن وصفه على وجه الدقة بأنه أسلوب مختلط يُصور تيارات السرد المعاصر ويتطلع لإتجاهاتٍ متنوعة للأدب الجنوبي والأوروبي. اعتمدت شوبن بالإضافة للمذهب الواقعي في القرن التاسع عشر الميلادي مذهباً جارحاً وفي أغلب الأحيان ساخراً من غطرسة الطبقة الأروستقراطية مذّكرةً بالأدباء المعاصرين على غرار أوسكار ويلد وهنري جيمس وإيدث وارتون وجورج برنارد شاو. كما أن تبلور مستقبل الرواية الجنوبية كجنس أدبيٍ مميز يظهر جلياً في رواية اليقظة ليس فيما يخص خلفية الرواية الزمانية والمكانية أو في الموضوع فقط وإنما في أسلوب السرد أيضاً. تصوير شوبن الغنائي لتغيّر مشاعر بطلة الرواية يعد تقنية سردية سيتوسع فيها فولكنر فيما بعد في رواياتٍ مثل رواية أبسالوم أبسالوم (ابن الملك داؤود )ورواية الصخب والعنف. تُصورُ شوبن تجاربها في نمط الحياة الذي تعيشه في كروّيل حيث تقبعُ النساء تحت وطأة القوانين القاسية ويقتصر دورها على تمثيل دور الأم والزوجة. هذه التجارب انعكست على قصصها ذات الطابع المحلي والتي تركز على مجتمع كروّيل.اعتمدت شوبن هذا الأسلوب في باكورة قصصها القصيرة وفي روايتها الأولى (في الصدع) والتي ناقشت فيها أيضاً بعض القضايا في مجتمع كورويل. استخدام كايت لشخصيات ذات أصول فرنسية مكّنها من نشر هذه القصص؛ حيث قُدمت هذه الشخصيات بوصفها أجنبية لذلك لم تُسبب صدمةً لدى القراء مثلما فعلت رواية إدنا بونتيلر التي انحرفت عن العُرف الاجتماعي على الرغم من كونها امرأةٌ بيضاء تعتنق المذهب البروتستانتي.
إذا كانت حبكة الرواية قد مهّدت لقصص يودورا ولتي وفلانيري أونير ولمسرحيات ولييم لانج فإن الأزمات العاطفية التي تعرضت لها إدنا بونتيلر والنهاية المأساوية التي آلت إليها تنبأت بالشخصيات النسائية المعقدة في مسرحيات تينيسي وليامز. استوحت شوبن روايتها هذه من حياتها الشخصية وبخاصة فيما يتعلق بمفهومها الذاتي للهوية بعيداً عن المجتمع الذكوري وعن أطفالها. كما أن نشأة الكاتبة أسهمت في تشكيل آرائها؛ فقد عاشت مع أمها الأرملة وجدتها وأم جدتها وهنَّ نساء مثقفات ومستقلات. بعد مقتل أبيها في يوم القداس وموت شقيقها بسبب التيفوئيد في يوم الأرباع الثلاثة المقدس تزعزع يقين شوبن في الدين، وهذا ما جسدته في شخصية إدنا التي كانت تجد الكنيسة خانقة. ترمُل شوبن واضطرارها للاعتناء بستة أطفال أثر على كتاباتها التي بدأتها في هذه المرحلة من حياتها. أثارت إيميلي توث جدلاً ضد الرأي الذي نبذته شوبن والذي جاء من سانت لويس عَقِب نشر رواية اليقظة، مشيرةً إلى أن العديد من النساء في سانت لويس قد أثنت على الرواية في الوقت الذي استنكر فيه النقّاد الذكور روايتها.
مهدت جوانب أخرى أيضاً من أسلوب شوبن الطريق أمام قيام الأسلوب الغنائي والتجريبي المكثف لدى مجموعة من الروائيين على غرار فرجينيا وولف، والتركيز غير العاطفي على النمو الفكري والشعوري للمرأة في روايات سيجرد أنديست ودوريس ليسينج. غير أن أهم إرث أسلوبي خلفته شوبن هو تجرد الراوي.

## المواضيع

### العزلة
تعد العزلة أحد أبرز الموضوعات في رواية اليقظة. هذه الرواية في البدء ضمنت مصطلح العزلة في العنوان الذي حملته عندما أطلق عليها في الأصل: الروح المنزوية كما ذُكر آنفاً. سعت كايت شوبن من خلال رحلة إدنا بونتيلر إلى إلقاء الضوء على الطرق المختلفة التي يمكن للمرأة أن تكون منعزلة من خلالها سواء كان ذلك بسبب واجبات الأمومة أو الأصل العرقي أو الزواج أو القواعد المجتمعية أو الجنس. تصوّرُ شوبن انفصال إدنا المستقل عن المجتمع والأصدقاء بوصفه تشجيع ذاتي في الوقت الذي مازالت فيه إدنا تختبر مخاطر استكشاف الذات وعواقب الوحدة. أدانت إدنا حياتها المحدودة وأجرت تغييراتٍ لتستكشف ذاتها الفعلية بصورة أفضل في محاولة منها لنبذ واجباتها الاجتماعية كزوجة وكأم.على سبيل المثال هجرت إدنا زوجها وانتقلت للعيش بمفردها في منزل جديد، وهو تصرفٌ يثير الجدل لأن الزوجة الحقيقية لن تترك زوجها أبداً. وعلى الرغم من أن رحلة إدنا أوصلتها في نهاية المطاف إلى عزلة لا تطاق بسبب غياب الدعم المجتمعي إلا أن (موتها يدل على عزم شخصي لا على هروبها من مصيبة ما). لقد سيطرت على ما كانت تستطيع السيطرة عليه؛ على جسدها ونفسها. كانت شوبن قادرة على توجيه ملاحظة تحذيرية عن مدى قدرة المجتمع على دعم حركة تحرير المرأة من خلال اتخاذها النقدي لتجارب إدنا مركزاً للرواية. زعمت شوبن بأن القواعد المجتمعية والأدوار التقليدية لكل جنس في القرن التاسع عشر لم تكن لتقبل بوجود امرأة مستقلة وهذا ما أظهرته الكاتبة في الرحلة العاطفية الكئيبة لإدنا وفي عزلتها وختاماً بموتها منتحرة. رواية اليقظة تقيس مدى أهمية العزلة والإستقلالية في مجتمعٍ غير قادر بتاتاً على تأييد حرية المرأة.

### دور كل جنس والقيود الاجتماعية
ساعدت مواضيع الرومانسية والموت في الرواية على إظهار غرض الحركة النسوية لدى شوبن من خلال تسليط الضوء على الأدوار المحدودة والمجحفة بحق المرأة في المجتمع الفيكتوري. شوق إدنا لروبيرت ليبرون وعلاقتها مع أليس أروبين تشير بوضوح إلى رفضها لأدوارها الإلزامية كربة منزل وكأم حيث أنها تيقظت لغريزتها الجنسية وأدركت ذاتها. ارتبطت إدنا بعلاقة عاطفية مع روبيرت الذي هجرها منعاً لإلحاق العار بها في المجتمع. فيما بعد ارتبطت إدنا بعلاقة جسدية مع ألسي. مارست إدنا قوتها خارج حياتها الزوجية من خلال هذه العلاقات واختبرت الشهوة الجنسية للمرة الأولى. وعلى الرغم من ذلك فقد اكتشفت إدنا من خلال هذه العلاقات أنه مهما كان الرجل الذي تكون بصحبته، فإنه لا يوجد مهربٌ من الاضطهاد العام الذي تواجهه النساء؛ ففي مجتمعها لا يوجد مكان لإمرأةٍ مثلها فهي إما أن تكون ربة منزل وأم نموذجية مثل أديلي راتيجنوللي وإما أن تعزل نفسها بعيداً مثل  مدموزيل رياسز. قرار إدنا الأخير بشأن اقدامها على عملية انتحار في نهاية الرواية يثبت قلة الخيارات المتاحة للمرأة في المجتمع في ذلك الوقت. اختارت إدنا أن تغادر المجتمع برمته لتعبر عن رفضها وهروبها من هذا الانفصام الاستبدادي. أشار أحد النقّاد إلى أن هذا الكتاب يجعل القارئ مشمئزاً  من الطبيعة البشرية ، في حين صرح آخر أنه كتابٌ مُروّع لأنه يتناول الحب الآثم الذي يختبر الأدوار التقليدية للجنسين في نهاية الألفية الثامنة عشر، وأضاف بأن هذا الكتاب ينتمي للحقل المضنيّ وهو [[أدب|أدب الجنس]]. غير أن هذا كان النقد المبدئي للكتاب، فبعد سنوات عندما أُعيد تقييم الكتاب أُعترفَ به ككتابٍ معياري لموضوع الحركة النسوية. وهذا ما قاد لاحقاً للاعتراف بالكثير من كاتبات القرن التاسع عشر الميلادي اللواتي تناولن مواضيع أدبية تخص أدوار الجنسين الموضحة في الأقاليم التي يعيشون فيها، أو في ثقافتهم أو معتقدهم الديني.

### الموسيقى الرومنطيقية
عندما سمعت إدنا عزف مودموزيل ريازس لأول مرة نشأ لديها تقديراً عميقاً للموسيقى والفن.شُوهدت إدنا بصحبة روبيرت وهما يستمعان لمودموزيل رياسز وهي تعزف مقطوعة موسيقية للموسيقار شوبان في الحفلة الموسيقية التي أُقيمت في جزيرة جراند. وبرغم ذلك فإن المقطوعة قد سببت رعشات أسفل العمود الفقري لإدنا فور سماعها لها. صرحت كاماسترا قائلةً: إن التدفق العاطفي للموسيقى ليس وحده المسؤول عن طبيعة إدنا المتغيرة. فإدعاءٌ مثل هذا قد ينفي وجود أي قوة شخصية من جهة إدنا وسيُحرّفُ تركيبة القالب الفني ومحتواه الذي يعملُ كنظير موسيقي لتجاربها. تناغمت موسيقى شوبان بنجاح مع التناقض بين الالتزام الكلاسيكي بالقالب وما بين حافز الإلهام الرومانسي. التزمت إدنا ظاهرياً بالمعايير النسائية الإلزامية قبل أن تشهد تمرداً ثورياً على مداركها. لذلك أدت هذه الأنغام الرومانسية إلى يقظة إدنا بسبب افتتانها بها ورغبتها في تجربة الأشياء الجديدة لتحرر نفسها من القوقعة التي تعيش فيها. يرتبط موضوع العزلة أيضاً بالموسيقى الرومنطيقية. فقد صرحت كامسترا بأن إدنا آلت لذات القنوط الذي وصل إليه الكاتب مايوباسنت. فقد حاول الكاتب مايوباسنت أن ينتحر قبل بضعة أشهر من وفاته الحقيقية في عام 1893. حوّل مايوباسنت الأرواح إلى صورة روائية  أدبية ومن ثم قام فريدريك شوبان بإدخالها في موسيقاه. من ناحية أخرى تفتتن إدنا  في رواية اليقظة بمؤلفات الشعراء الموسيقية ، وتجد نفسها مجبرة على التصدي للحضور الطيفي لذلك التطلع الوجودي لشيء آخر مما يقودها في نهاية المطاف إلى الإقدام على الإنتحار.

## النشر والتلقّي النقدي
أثارت رواية اليقظة جدلاً لاسيما عند نشرها في عام 1899. وعلى الرغم من أن الرواية لم تُمنع أبداً بصورة تقنية إلا أنها خضعت للإشراف قبل السماح بتداولها.اُعتُبرتْ رواية شوبن رواية غير أخلاقية ليس لأنها صَورت الرغبات الجنسية للمرأة بصورة صريحة نسبياً فقط وإنما لأنها صورت بطلة الرواية بصورة المرأة المنحرفة عن المعايير المجتمعية وعن أدوار الجنسين المتأصلة.كانت ردود الأفعال العامة على الرواية مشابهة للاحتجاجات التي استقبلت نشر وأداء الدراما البارزة وهي (أدولز هاوس) للكاتب هينريك ليبسن، وهو العمل الذي تتشارك معه رواية اليقظة ذاتُ الموضوع تقريباً. يتضمن العملان بطلة أنثى تترك زوجها وأطفالها لتحقق ذاتها.ومع ذلك فإن الآراء النقدية المنشورة قلبت السلم من الاستنكار التام إلى الاعتراف برواية اليقظة كعمل روائي بارز كتبه كاتب موهوب ومتمرس. وهذا ما أظهرته صحيفتان ذواتا ردود فعلٍ متباينة من سانت لويس ميزوري وهي المدينة التي نشأت فيها كايت شوبن. صنفت صحيفة (سانت لويس ريببلك) الرواية على أنها رواية مسمومة وقالت عنها بأنها شرابٌ قويٌ لأخلاقيات الصغار . بينما صرحت صحيفة (سانت لويس ميرور) قائلةً: (قد يتضرع الفرد رغبة ورهبة للرب، لأجل أن ينام أبداً عوضاً عن إدراكه لَكَم هو قبيح وقاس انفعال وحش مقرف عندما يستيقظ ببطء، كمثل نمر.هذا هو نوع اليقظة التي أثّرت في القراء والتي اختبرتها بطلة السيدة شوبن). في وقت لاحق من نفس العام أثنت صحيفة (سانت لويس بوست ديسباتش )على الرواية في العبارة التي كتبتها: (امرأةٌ من سانت لويس تحقق شهرةً للأدب) حيث كانت شوبن أول امرأة من سانت لويس تصبح كاتبة محترفة لذلك كانت محط اهتمام خاص هناك. بعض التحليلات النقدية أبدت خيبة أملها في اختيار شوبان للموضوع مثل صحيفة (شيكاغو تايمز هيرالد) التي صرحت بأنه: (لم يكن ضرورياً لكاتبٍ ذي ثقافة عالية وحسٍ شعري أن يطأ حقل أدب الجنس الذي كُتب فيه باستفاضة). كما أسِفَ آخرون على ضياع الذوق الجيد، فقد زعمت مجلة (ذا نيشن) أن الكتاب اُستقبل بتوقعات عالية (مستذكرين القصص القصيرة المبهرة للكاتبة) إلا أنه اُختتم (بخيبة أمل حقيقية) موحياً باستنكارٍ من العامة حول اختيار الموضوع: (لم نكن بحاجةٍ لأن نُكرَه على القراءة عنها). كما وصفت مجلة (ذا نيشن) شوبن بأنها (كاتبٌ عبقريٌ آخر يحيدُ عن الطريق). بعض التحليلات النقدية انغمست في النقد اللاذع المحض كصحيفة (ببليك أوبينيون) عندما صرحت قائلة: (لقد شعرنا بالرضى التام عندما غاصت السيدة بونتيلرعمداً في مياه الخليج إلى أن قضت نحبها فيها). كما حاز عمل شوبن على تحليلات نقدية مؤهلة وإن كانت ما تزال سلبية.قالت صحيفة (ذا ديال) عن الرواية بأنها: (تراجيديا روحية جارفة) واضعة بعين الاعتبار أن الرواية (لم تكن بمجملها رصينة التوجه). على نحوٍ مماثل قالت صحيفة (ذا كونجريجاشناليست) أن رواية شوبن: (هي عملٌ كتابيٌ متألق) ولكنها اختتمت بقولها: (لا يمكننا الإشادة بها). صنفت ويلا كاثر في صحيفة (بيتسبيرغ ليدر) رواية (اليقظة)جنباً إلى جنب مع رواية (مدام بوفاري) لجوستاف فلوبيرت على أنها روايات تسيء للأخلاق العامة وتخدش الحياء ولا يوجد مبرر للفجور الذي تناولته كلتيهما، إلا أن إعجاب كاثر بالبطلة لم يكن بقدر معظم الذين عاصروها. كانت كاثر (تأمل أن تستغل شوبن أسلوبها المرن والمتعدد الألوان في قضية أفضل من هذه).

## الإرث والسياق التاريخي
لم تكتب شوبن رواية أخرى بعد رواية اليقظة كما واجهت صعوبة في نشر قصصها القصيرة بعد إصدار هذه الرواية.إيميلي توث تعتقد بأن هذا حدث جزيئاً لأن شوبن (بالغت في الأمر؛ حيث أن شهوانية إدنا كانت مفرطة بالنسبة لمجتمعٍ يحكمه الرجل). أُلغيَ كتاب شوبن اللاحق، وأنهكتها المشاكل الصحية والعائلية. كانت شوبن في طريقها لأن تُصبح منسيّة عندما قضت نحبها بعد خمسة أعوام. أعاد بير سيرستيد العالم النرويجي اكتشاف شوبن في عام 1960، ليجعل من رواية اليقظة الرواية النسوية الخالدة المعروفة اليوم. حُوّلت رواية اليقظة في عام 1991 إلى فيلم يحمل اسم (جزيرة جراند) ، أخرجته ماري لامبيرت ولعبت دور بطولته كيلي ماكجيلز التي أدت دور إدنا، وأدى جون دي فريس دور لوينس، بينما لعب أدريان باسدر دور روبيرت. في الحلقة التاسعة -التي حملت عنوان (على أملِ أن يُبدي أحدهم اهتماماً) - من الموسم الأول لمسلسل (تريم) الذي عُرضَ على قناة هوم بوكس أوفيس (HBO) في عام 2010 قام جون جودمان الذي لعب دور البروفسور تولن في جامعة (كريغتون بيرنيت) بتدريس الرواية في صفوفه ومناقشتها باختصار مع طلابه.أثّرت مجموعة من التغيُرات الاجتماعية والتوترات التي أسهمت في طرح قضية المرأة للنقاش العام على رواية شوبن عند كتابتها في عام 1890. في الحيّز الذي تدور فيه أحداث الرواية في ولاية لويزيانا حيث كانت معظم النساء في ذلك الوقت ملكاً قانونياً لأزواجهن، وكان الزواج رابطاً مقدساً إلى حد كبير لذلك فإن حالات الطلاق كانت نادرة للغاية، وكان يُتوقع من المرأة أن تظل وفيةً ومخلصةً لزوجها وكذلك يفعلُ الزوج لزوجته. يُفسِر هذا بعض ردود الأفعال التي تلقتها الرواية في عام 1899. كتبت ليندا واجنر مارتن قائلةً: (هذه الأعمال التي تعد في بعض الأحيان أوروبية أو على الأقل حتماً فرنسية عوضاً عن كونها أمريكية كانت مستنكرَةً بسبب التناقض المحض الذي تحويه وهو ما جعلها نصوصاً متألقة ومتبصرة). خضعت رواية اليقظة لكايت شوبن وغيرها من الروايات في القرن التاسع عشر ومطلع القرن العشرين للمراقبة قبل السماح بتداولها نظراً للفجور الواضح الذي تناولته والذي تضمن الفُحش الجنسي وهو جدل دعمته وجهات نظر مبدئية للكتاب ووُجد في الصحف في ذلك الوقت. وعلى الرغم من ذلك فقد أكدت مارجو كوللي أن كايت شوبن لم تكن المرأة الوحيدة التي عارضت نظريات الجنس في تلك الفترة إلا أن كتابتها للرواية جلبت اهتمام العامة لوجهات نظرها. أحد أهم المشاكل التي واجهها قُراء القرن التاسع عشر مع الرواية تمثلت في فكرة تخلي المرأة عن واجباتها كزوجة وكأم. حيث كان هذا مثبتاً بصرامة كونه الهدف الأساسي من حياة المرأة ، لذلك فقد صُدم القراء من شخصية تثور ضد هذا العُرف الإجتماعي. صرح أحد الكتب المعاصرة والمختصة بنصائح آداب السلوك قائلاً: (لو كانت تمتلك قلب الأم الحقيقي لكان البقاء برفقة أطفالها هو المجتمع الذي تفضله وتضعه فوق أي اعتبارٍ آخر).

## الوصلات الخارجية
- The Awakening at أرشيف الإنترنت and كتب جوجل (scanned books original editions)
- The Awakening public domain audiobook at LibriVox